# Baño portátil
Un baño portátil o baño móvil es cualquier tipo de inodoro que puede ser movido, algunos por una sola persona, otros por equipos mecánicos como un camión y una grúa. La mayoría de los tipos no requieren ningún servicio o infraestructura preexistente, como alcantarillado, pero son completamente autónomos. El inodoro portátil se utiliza en una variedad de situaciones, por ejemplo en barrios bajos urbanos de países en desarrollo, en festivales, para acampar, en barcos, en obras de construcción y en lugares de rodaje de películas y grandes reuniones al aire libre donde no hay otras instalaciones. La mayoría de los baños portátiles son unidades individuales unisex con privacidad garantizada mediante una simple cerradura en la puerta. Algunos baños portátiles son pequeños cuartos portátiles de plástico moldeado o fibra de vidrio con una puerta con cerradura y un receptáculo para recoger los excrementos humanos en un contenedor.
Un inodoro portátil no está conectado a un agujero en el suelo (como una letrina de hoyo), ni a una fosa séptica, ni está conectado a un sistema municipal que conduzca a una planta de tratamiento de aguas residuales. El baño químico es probablemente el tipo de retrete portátil más conocido, pero también existen otros tipos, como los retretes deshidratadores con desviación de orina, los retretes de compostaje, los retretes de contenedores, los retretes de cubo, los retretes de congelación y los retretes de incineración. Un inodoro de cubo es un tipo de inodoro portátil muy simple.

## Tipos

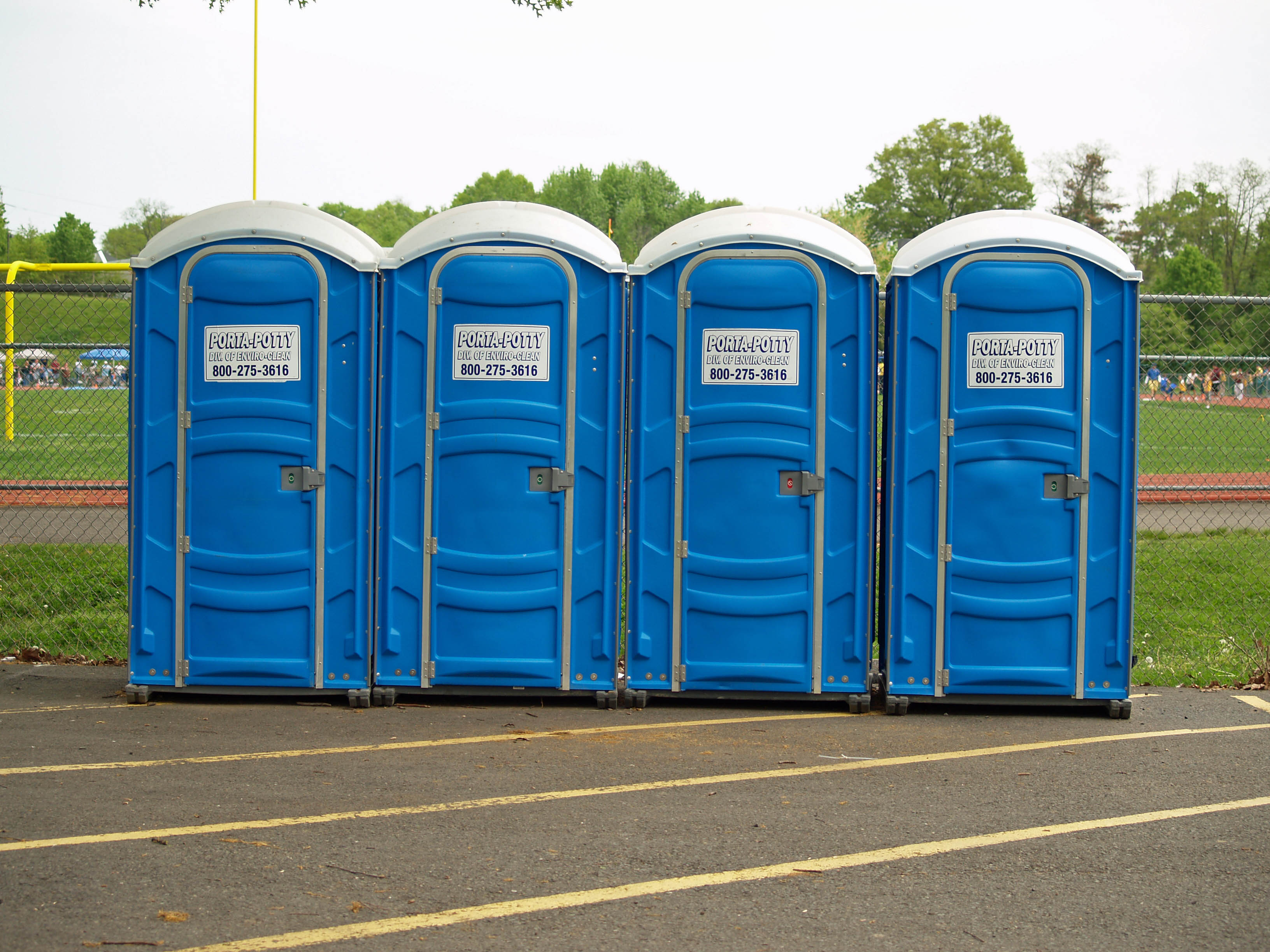
Una línea de baños químicos portátiles de plástico azul.

### Baños químicos

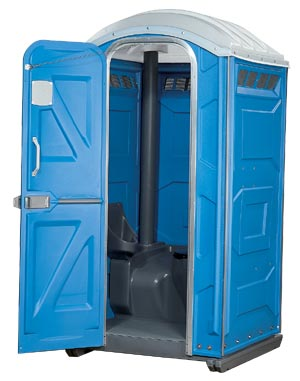
Cabina exterior moldeada de plástico, comúnmente utilizada para baños químicos en obras y festivales.

Un inodoro químico recoge los excrementos humanos en un tanque de retención y utiliza productos químicos para minimizar los olores. Estos productos químicos pueden enmascarar el olor o contener biocidas que impiden que las bacterias que causan el olor se multipliquen, manteniendo el olor al mínimo. Los baños químicos incluyen los de aviones y trenes (aunque muchos de ellos ahora son baños de vacío), así como otros mucho más sencillos.

#### Baños portátiles para acampar

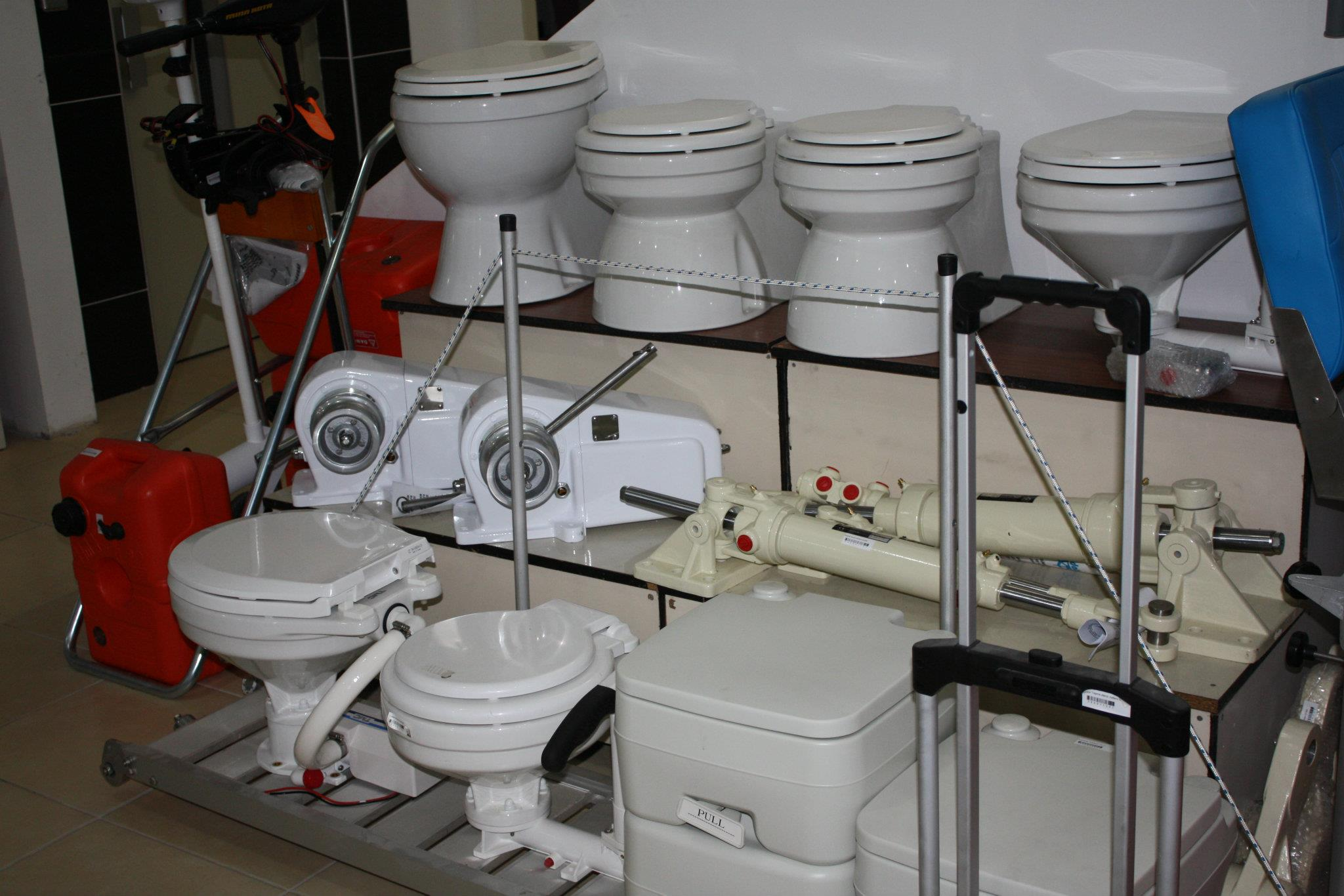
Varios inodoros para barcos, incluidos los modelos más básicos en la parte inferior derecha.

Se puede utilizar un tipo más sencillo de inodoro portátil en casas rodantes (caravanas, furgonetas cámper) y en embarcaciones pequeñas. También se les conoce como «inodoro de casete» o «inodoro de camping», o bajo nombres comerciales que se han convertido en marcas genéricas. El Diccionario de ingles Oxford enumera «Porta Potti» («con grafía arbitraria») como «Un nombre de propiedad para: un inodoro químico portátil, como lo usan los campistas», y ofrece ejemplos en su mayoría estadounidenses de 1968. El OED le da a este nombre de propiedad un segundo significado, «una pequeña unidad prefabricada que contiene un inodoro, diseñada para un fácil transporte e instalación temporal, especialmente al aire libre», que Wikipedia cubre como baño químico. 
El otro nombre común en inglés británico es «Elsan», que data de 1925. Según el Camping and Caravanning Club, «hoy en día es frecuente ver que los campings se refieren a sus puntos de eliminación de productos químicos como puntos de eliminación de Elsan debido a la historia y popularidad de la marca». Canal and River Trust utiliza ambas marcas, en lugar de cualquier término sin marca.
Un coloquialismo para estos inodoros simples es el sistema de «cubo y tíralo», aunque en realidad ya no se parecen a un cubo abierto (ver inodoro de cubo). Estos están diseñados para ser vaciados en estaciones sanitarias conectadas al sistema regular de alcantarillado. Estos inodoros no deben confundirse con los tipos que están conectados al vehículo y necesitan ser bombeados en estaciones de descarga de tanques de retención.

### Inodoros deshidratadores con desviación de orina
Los sanitarios portátiles deshidratadores con desviación de orina son sanitarios secos autónomos a los que a veces se hace referencia como unidades «móviles» o «autónomas». Son identificables por sus carcasas de plástico moldeado de una sola pieza o, en el caso de las versiones de hágalo usted mismo, por su sencilla construcción de caja de madera contrachapada. La mayoría de los usuarios de UDDT autónomos dependen de un proceso de postratamiento para garantizar la reducción de patógenos. Este postratamiento puede consistir en un almacenamiento a largo plazo o la adición a una pila de abono existente o construida expresamente o alguna combinación de ambos. La necesidad de un paso posterior al tratamiento depende de la frecuencia y el volumen de uso. En casos de uso estacional poco frecuente o muy modesto, una fase de postratamiento podría considerarse innecesaria debido a la menor acumulación de residuos, simplificando el proceso general de eliminación.

### Otros
Una silla con orinal (una silla que encierra un orinal) es un inodoro portátil básico que se utilizaba, por ejemplo, en la Europa del siglo XIX.

## Historia

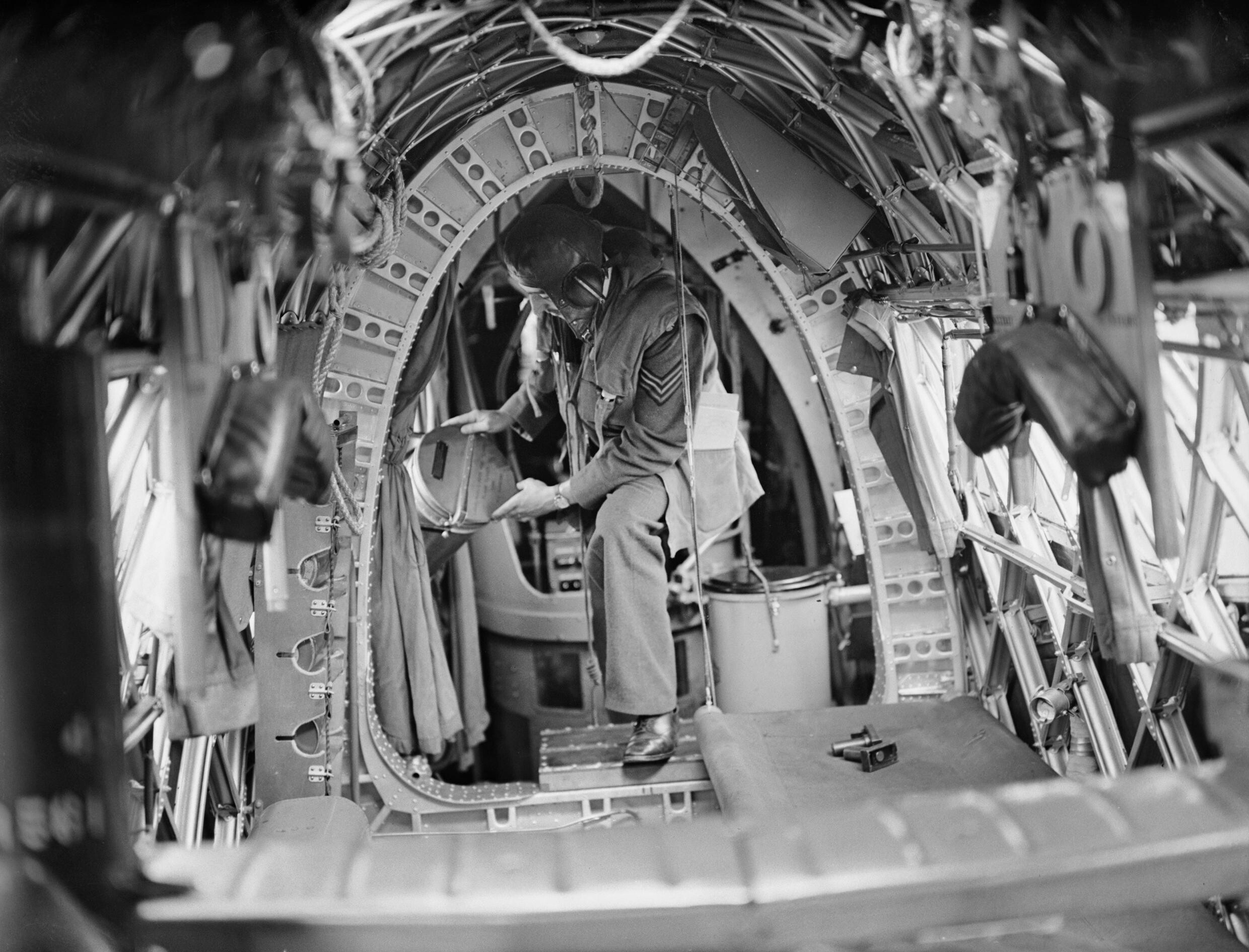
Un baño portátil en un avión de la Real Fuerza Aérea británica de la Segunda Guerra Mundial.

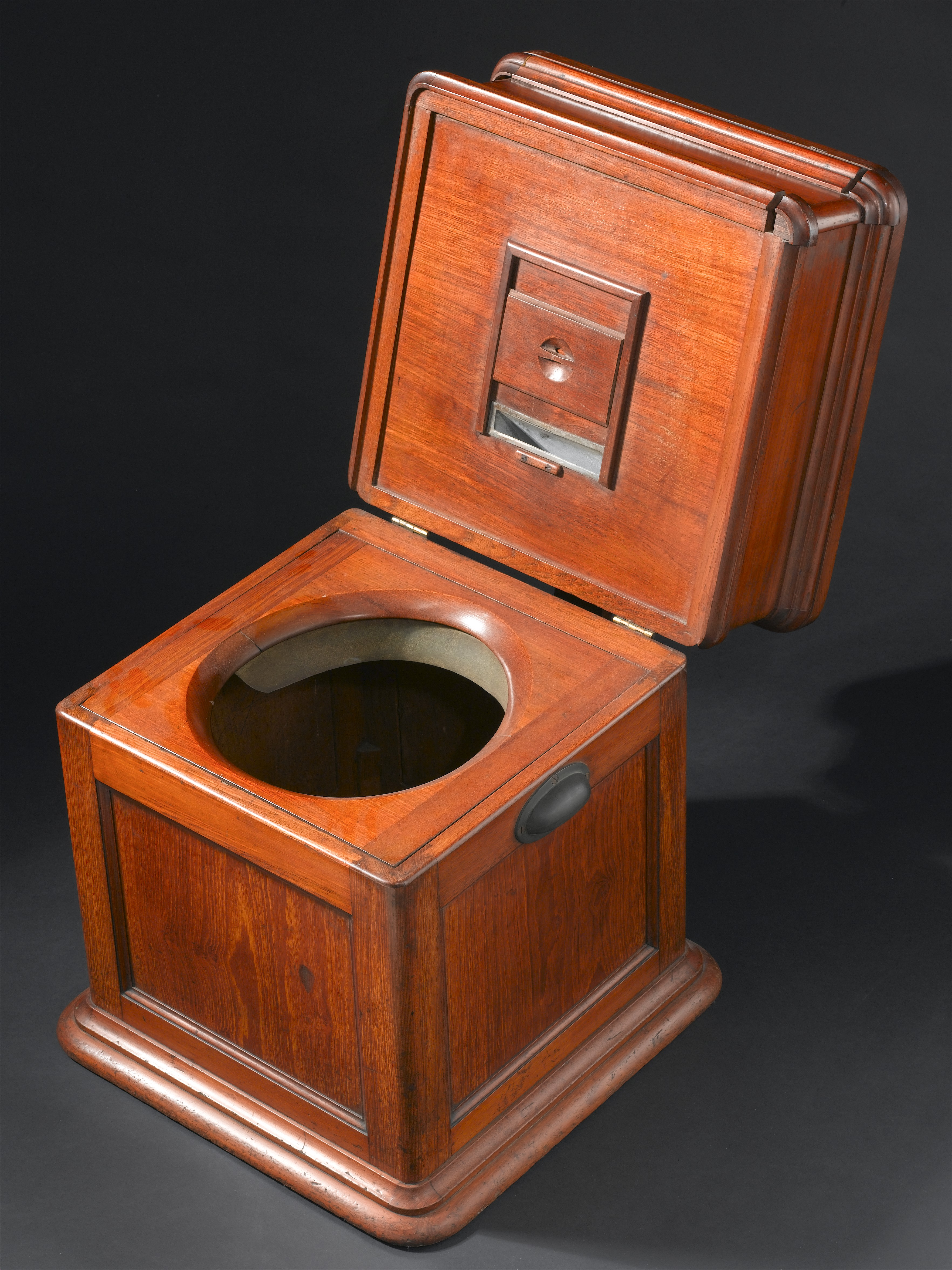
Inodoro portátil del.

El taburete cerrado, construido como mueble, es una de las primeras formas de inodoro portátil. Todavía se pueden ver en casas museo históricas como el Sitio Histórico Nacional Sir George-Étienne Cartier en el Viejo Montreal, Canadá. El taburete tapizado de terciopelo utilizado por Guillermo III se exhibe en el palacio Hampton Court.
Su uso en aviones bombarderos de la Segunda Guerra Mundial se describe con cierta extensión en el Bomber Command Museum de Canadá; en resumen, no eran populares ni entre la tripulación de vuelo ni entre el personal de tierra.
Los afroestadounidenses que vivían bajo las leyes Jim Crow (es decir, antes de la Ley de Derechos Civiles de 1964) enfrentaban desafíos peligrosos. Los baños públicos estaban segregados por raza, y muchos restaurantes y gasolineras se negaban a atender a los negros, por lo que algunos viajeros llevaban un baño portátil en el maletero de su coche.
Desde 1974, los guías del Gran Cañón que practican rafting en el río Colorado han utilizado cajas de munición como baños portátiles, generalmente con un asiento de inodoro extraíble, según el Museo del Norte de Arizona en Flagstaff, Arizona.